# لويس ريبيرو
لويس ريبيرو (19 أبريل 1992 بلشبونة في البرتغال - ) هو لاعب كرة قدم برتغالي في مركز حراسة المرمى. شارك مع منتخب البرتغال تحت 19 سنة لكرة القدم ومنتخب البرتغال تحت 20 سنة لكرة القدم ومنتخب البرتغال تحت 21 سنة لكرة القدم. أما مع النوادي، فقد لعب مع ريكرياتيفو وسبورتينغ لشبونة ب وSertanense F.C. ‏ ونادي كامتشا ‏.

## وصلات خارجية
- لويس ريبيرو على موقع قاعدة بيانات كرة القدم.إي يو (الإنجليزية)
- لويس ريبيرو على موقع Soccerway.com (الإنجليزية)
- لويس ريبيرو على موقع عالم كرة القدم.نت (الإنجليزية)
- لويس ريبيرو على موقع AS.com (الإسبانية)